# Nhà máy thủy điện Hòa Bình
Nhà máy Thủy điện Hoà Bình được xây dựng tại tỉnh Phú Thọ (từ năm 1979 đến năm 1991 là tỉnh Hà Sơn Bình, từ năm 1991 đến năm 2025 thuộc tỉnh Hoà Bình), trên dòng sông Đà thuộc Bắc Bộ. Đây là nhà máy thủy điện lớn nhất Việt Nam và Đông Nam Á từ năm 1994 đến 2012 (bị phá vỡ kỉ lục vào năm 2012 bởi Nhà máy thủy điện Sơn La). Nhà máy thủy điện Hòa Bình do Liên Xô (sau năm 1991 đến 1994 là Liên bang Nga) viện trợ kinh phí, hỗ trợ công tác xây dựng và hướng dẫn vận hành.
Công trình khởi công 6/11/1979, khánh thành 20/12/1994.
Bài thơ Tiếng đàn Balalaika trên sông Đà do nhà thơ Quang Huy sáng tác nói về tình cảm xúc động trước sự giúp đỡ của Liên Xô với Việt Nam trong công cuộc xây dựng nhà máy thủy điện Hòa Bình.

## Quá trình xây dựng
Ngày 6 tháng 11 năm 1979: Giải phóng mặt bằng bên sông
Ngày 12 tháng 1 năm 1983: Ngăn sông Đà đợt 1
Ngày 09 tháng 1 năm 1986: Ngăn sông Đà đợt 2
Ngày 30 tháng 12 năm 1988: Tổ máy số 1 hòa lưới điện quốc gia.
Ngày 04 tháng 4 năm 1994: Tổ máy số 8 hòa lưới điện quốc gia.
Ngày 20 tháng 12 năm 1994: Sau 15 năm xây dựng công trình, trong đó có 9 năm vừa quản lý vận hành vừa giám sát thi công các tổ máy, nhà máy thủy điện Hoà Bình đã được khánh thành.
Ngày 19 tháng 10 năm 2007: Ông Đào Văn Hưng, Chủ tịch Hội đồng quản trị EVN đã ký Quyết định số 845/QĐ-EVN-HĐQT về việc phê duyệt Quyết toán vốn đầu tư công trình Nhà máy Thủy điện Hoà Bình với giá trị là: 1,904,783,458,926 VND.
Ngày 10 tháng 1 năm 2021: Dự án Nhà máy Thủy điện Hòa Bình mở rộng có tổng mức đầu tư hơn 9.200 tỷ đồng, quy mô công suất 480 MW được khởi công. Dự án do Tập đoàn Điện lực Việt Nam (EVN) làm Chủ đầu tư, giao EVNPMB1 quản lý dự án. Dự kiến tổ máy 1 phát điện tháng 6/2025, tổ máy 2 phát điện tháng 7/2025, hoàn thành công trình vào tháng 8/2025.

## Thông số kĩ thuật chính

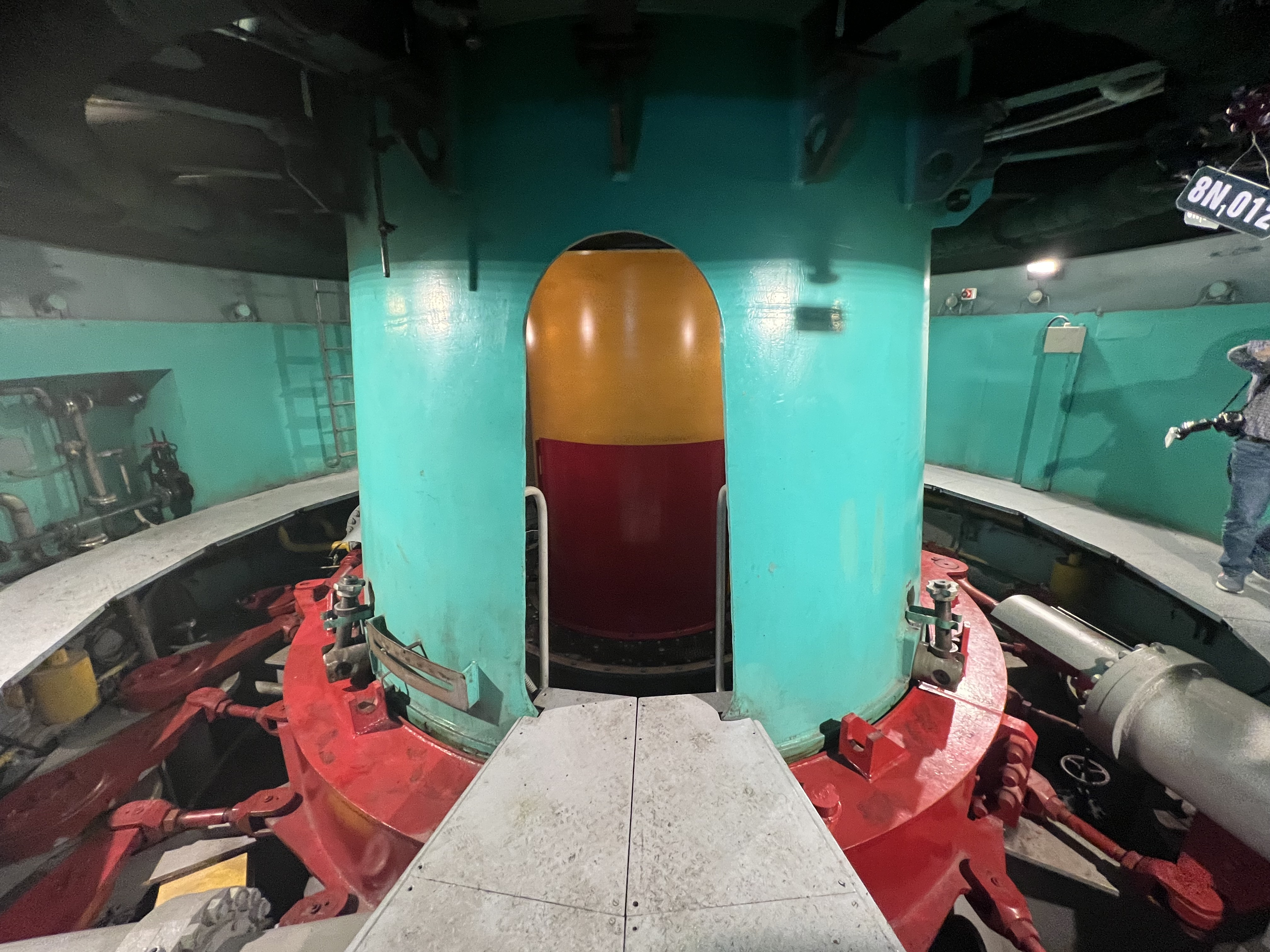
Tua-bin quay trong thủy điện Hòa Bình

Thủy điện Hòa Bình có thiết kế (độ cao so với mực nước biển):
・Mực nước dâng bình thường cao 117 m;
・Mực nước gia cường: 120 m;
・Mực nước chết: 80m;
Diện tích hồ chứa: 208 km²;
Dung tích toàn bộ hồ chứa: 9,74 tỉ m³ nước;
Công suất lắp máy: 1.920 MW, gồm 8 tổ máy;
Điện lượng bình quân hằng năm: 8,6 tỉ KWh;
Cao độ phát điện cột nước là 70m theo chiều thẳng đứng;
Đập thủy điện Hòa Bình có 18 cửa xả và 8 tổ máy phát điện;
Mỗi tổ máy có công suất 240 MW;
Vốn đầu tư: 1.904.783.458.926 đồng (150 triệu Đô la Mỹ) - Tỉ giá năm 1994.

## Công dụng

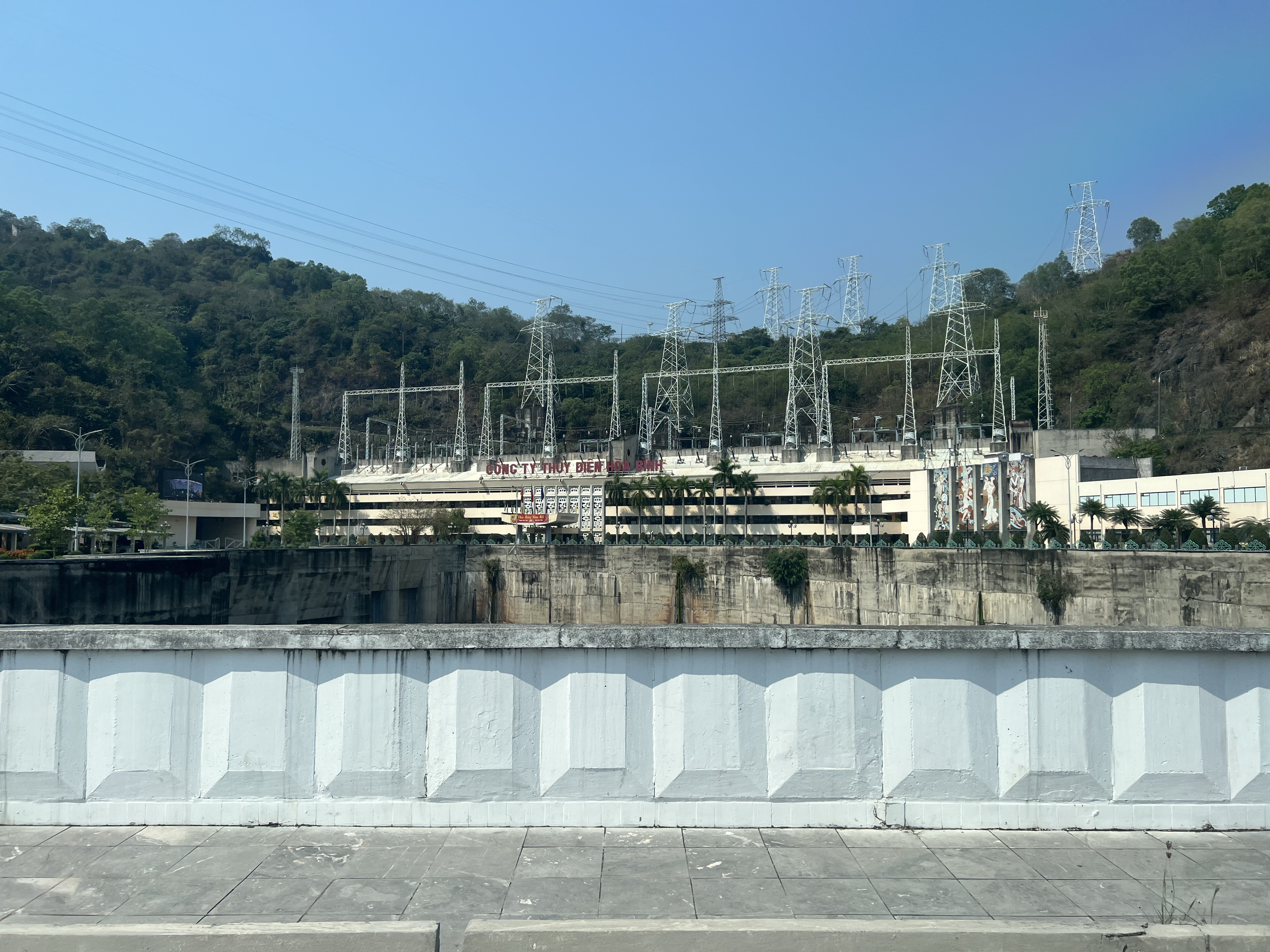
Mạng lưới điện ở nhà máy thủy điện Hòa Bình

### Công trình phòng chống lũ lụt của tỉnh và vùngĐồng bằng sông Hồng
Sông Đà là một trong ba phụ lưu chính của hệ thống sông Hồng chiếm 55% lượng nước. Công trình thủy điện Hòa Bình góp phần quan trọng vào việc phòng chống lũ lụt cho vùng đồng bằng sông Hồng, trong đó có thủ đô Hà Nội.

### Phát điện
Nhà máy thủy điện Hòa Bình là nguồn cung cấp điện chủ lực của toàn bộ hệ thống điện Việt Nam. Năm 1994, cùng với việc khánh thành nhà máy và tiến hành xây dựng Đường dây 500 kV Bắc - Nam từ Hòa Bình tới trạm Phú Lâm (Thành phố Hồ Chí Minh) hình thành một mạng lưới điện quốc gia. Công trình này góp phần đắc lực trong việc cung cấp nguồn điện cho miền Nam và miền Trung Việt Nam. Nhà máy cung cấp khoảng 27% (thời điểm trước năm 2010) nguồn điện của cả nước.

### Cung cấp nước tưới tiêu
Đập thủy điện Hòa Bình góp phần quan trọng vào việc cung cấp nước tưới cho sản xuất nông nghiệp ở vùng hạ lưu trong đó có đồng bằng sông Hồng, nhất là trong mùa khô. Điều tiết mực nước sông đồng thời đẩy nước mặn ra xa các cửa sông.

### Phục vụ giao thông - vận tải
Cải thiện việc đi lại bằng đường thủy ở cả thượng lưu và hạ lưu. Năm 2004, công trình tượng đài chiến thắng Điện Biên Phủ được vận chuyển chủ yếu bằng con đường này.

## Tặng thưởng
Danh hiệu Anh hùng thời kỳ đổi mới (tháng 6 năm 1998)
Huân chương Lao động hạng Nhất, Nhì, Ba.
24 Huân chương Lao động hạng Nhì, Ba cho các đơn vị trực thuộc và cá nhân
5 cờ luân lưu của Chính phủ
2 cờ luân lưu của Tổng liên đoàn lao động Việt Nam
2 cúp kim cương - chứng nhận chất lượng quốc tế.
Nhiều cờ, bằng khen của các Bộ, các cấp, các ngành và tỉnh Hòa Bình.

## Tổn thất
Trong quá trình xây dựng thủy điện Hòa Bình, 168 người đã hi sinh (do tai nạn lao động hoặc bệnh tật), trong đó có 11 chuyên gia Liên Xô. Đài tưởng niệm những người này được xây dựng cách nhà máy thủy điện về phía hạ lưu sông Đà khoảng 300 m.

## Thư gửi thế hệ năm 2100

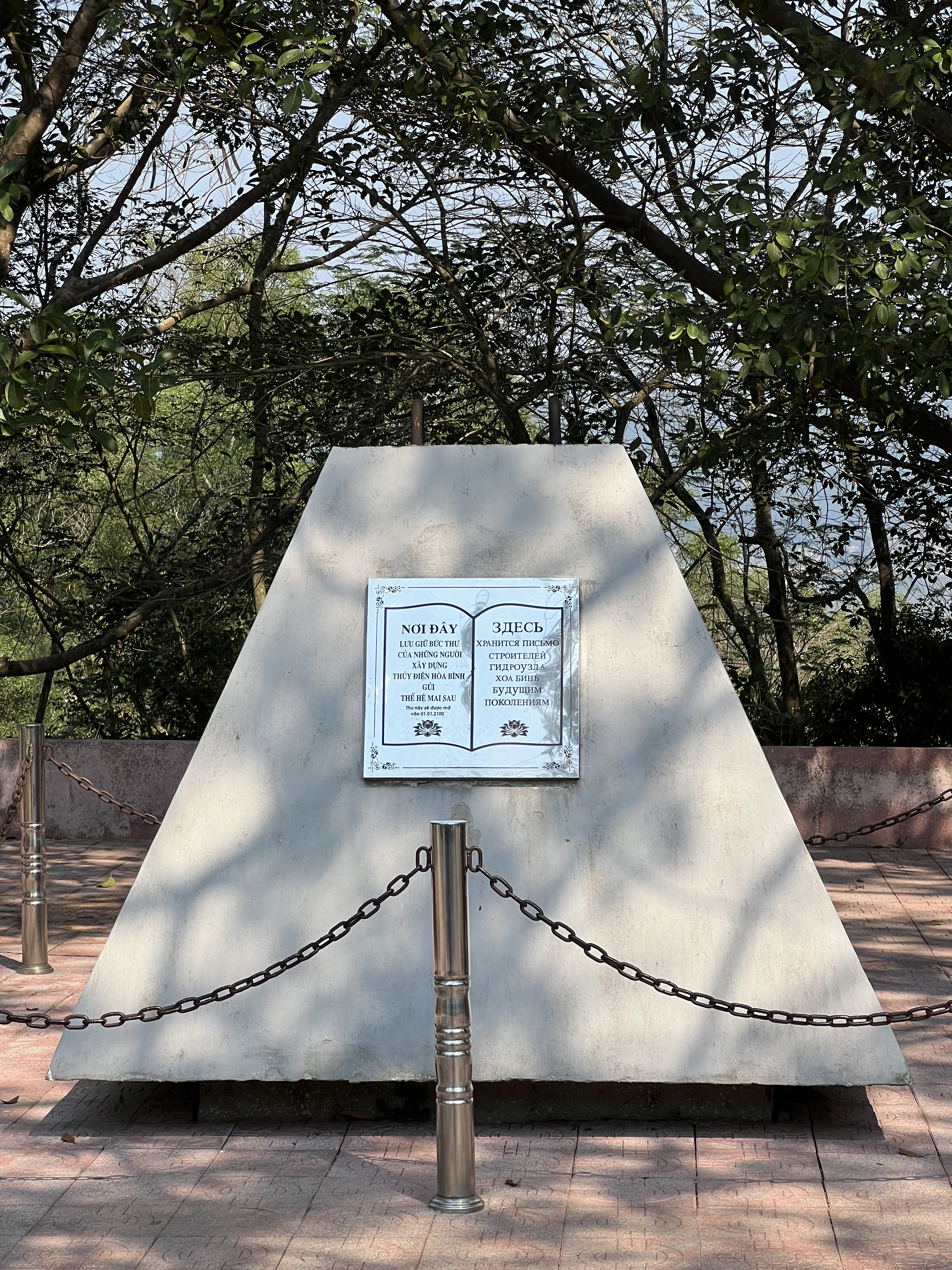
Bia tưởng niệm nơi đặt bức thư gửi thế hệ năm 2100 ở nhà máy thủy điện Hòa Bình

Tại sân truyền thống nhà máy Thủy điện Hòa Bình có một khối bê tông hình chóp cụt, trên đó có tấm biển thép khắc dòng chữ: "Nơi lưu giữ bức thư của những người xây dựng Thủy điện Hòa Bình gửi thế hệ mai sau. Thư được mở vào ngày ngày 1 tháng 1 năm 2100". "Kho lưu trữ" lá thư thực chất chỉ là một khối bê tông hình chóp cụt tứ giác đều (4 mặt bên hình thang cân) có cạnh đáy 2 m, chiều cao 1,8 m, cạnh trên 0,8 m, nặng gần 10 tấn. Sau khi được Chủ tịch Hội đồng Bộ trưởng Phạm Văn Đồng và đồng chí Đỗ Mười đồng ý, lãnh đạo Tổng Công ty Xây dựng nhà máy Thủy điện Hòa Bình mời một số nhà văn, nhà báo, nhà trí thức tham gia viết thư. Tuy nhiên, đồng chí Đỗ Mười cũng khuyên là vì Việt Nam chưa có tục lệ này, cho nên không nên "chôn" vào lòng đập mà nên đặt ở chỗ nào trang trọng. Và thế là sau khi bàn bạc với chuyên gia Liên Xô, lãnh đạo tổng công ty quyết định đặt lá thư đó vào lòng khối bê tông. Lá thư hiện nay để trong khối bê tông là một công trình tập thể. Sau khi lá thư được hoàn chỉnh về nội dung, một cán bộ viết chữ đẹp được giao nhiệm vụ chép hai bản đó với tiếng Việt và tiếng Nga bằng mực Tàu.

## Thơ ca và nghệ thuật

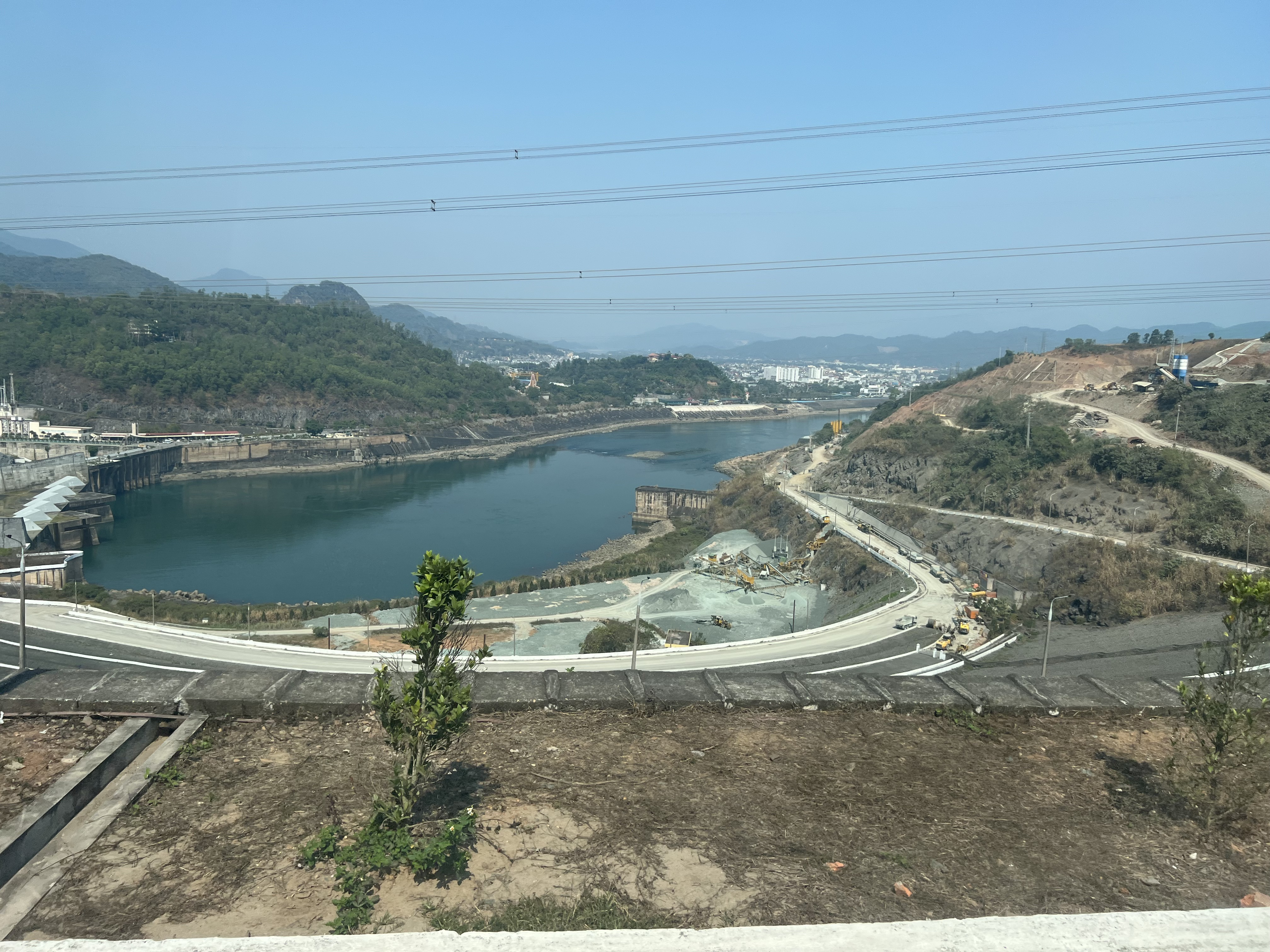
Đứng trên đập thủy điện Hòa Bình

Nhà thơ Quang Huy đã sáng tác bài thơ Tiếng đàn Balalaika trên sông Đà vào tháng 11 năm 1979, khi nhà máy mới được khởi công. Bài thơ lấy hình ảnh một cô gái Nga đang chơi một bản nhạc bằng chiếc đàn balalaika bên sông Đà để nói lên tình hữu nghị Việt-Xô và sự giúp đỡ của nhân dân Liên Xô trong việc xây dựng nhà máy thủy điện Hòa Bình. Bài thơ đạt giải nhất trong cuộc thi thơ năm 1983 của Hội hữu nghị Việt Nam-Liên Xô
Có 14 nhạc sĩ đã phổ nhạc cho bài thơ này, trong đó phiên bản của nhạc sĩ An Thuyên đạt giải nhất của Hội Âm nhạc năm 1984.
Một đoạn trích của bài thơ Tiếng đàn Balalaika trên sông Đà đã được đưa vào sách giáo khoa Tiếng Việt lớp 5 của Nhà Xuất bản Giáo dục Việt Nam.
(...) 
Trên sông Đà
Một đêm trăng chơi vơi
Tôi đã nghe tiếng Balalaika
Một cô gái Nga mái tóc màu hạt dẻ
Ngón tay đan trên những sợi dây đồng.
Lúc ấy
Cả công trường say ngủ cạnh dòng sông
Những tháp khoan nhô lên trời ngẫm nghĩ
Những xe ủi, xe ben sóng vai nhau nằm nghỉ
Chỉ còn tiếng đàn ngân nga
Với một dòng trăng lấp loáng sông Đà.
Ngày mai
Chiếc đập lớn nối liền hai khối núi
Biển sẽ nằm bỡ ngỡ giữa cao nguyên
Sông Đà chia ánh sáng đi muôn ngả
Từ công trình thủy điện lớn đầu tiên
(...)

## Nguy cơ
Các chuyên gia đã tính toán và đưa ra cảnh báo: "Nếu vỡ đập thủy điện Hòa Bình thì toàn bộ 6 tỉnh đồng bằng sông Hồng sẽ bị cuốn trôi ra biển chỉ trong một ngày và Hà Nội sẽ ngập dưới 30 m nước tính từ chỗ cao nhất của nhà ga Hà Nội." Do đó, cần phải chuẩn bị sẵn kịch bản đối phó nếu lũ lớn quá mức mà đập thủy điện chống chọi được
Tháng 10 năm 2017, sau 21 năm, thủy điện Hòa Bình - dung tích 9,74 tỉ m³ - đã phải xả 8/12 cửa xả đáy sau nhiều đợt mưa lớn kéo dài làm nước dâng cao hơn giới hạn cho phép gần 5 m và đạt mức 117 m so với mức tối đa cho phép là 120 m.

## Ảnh

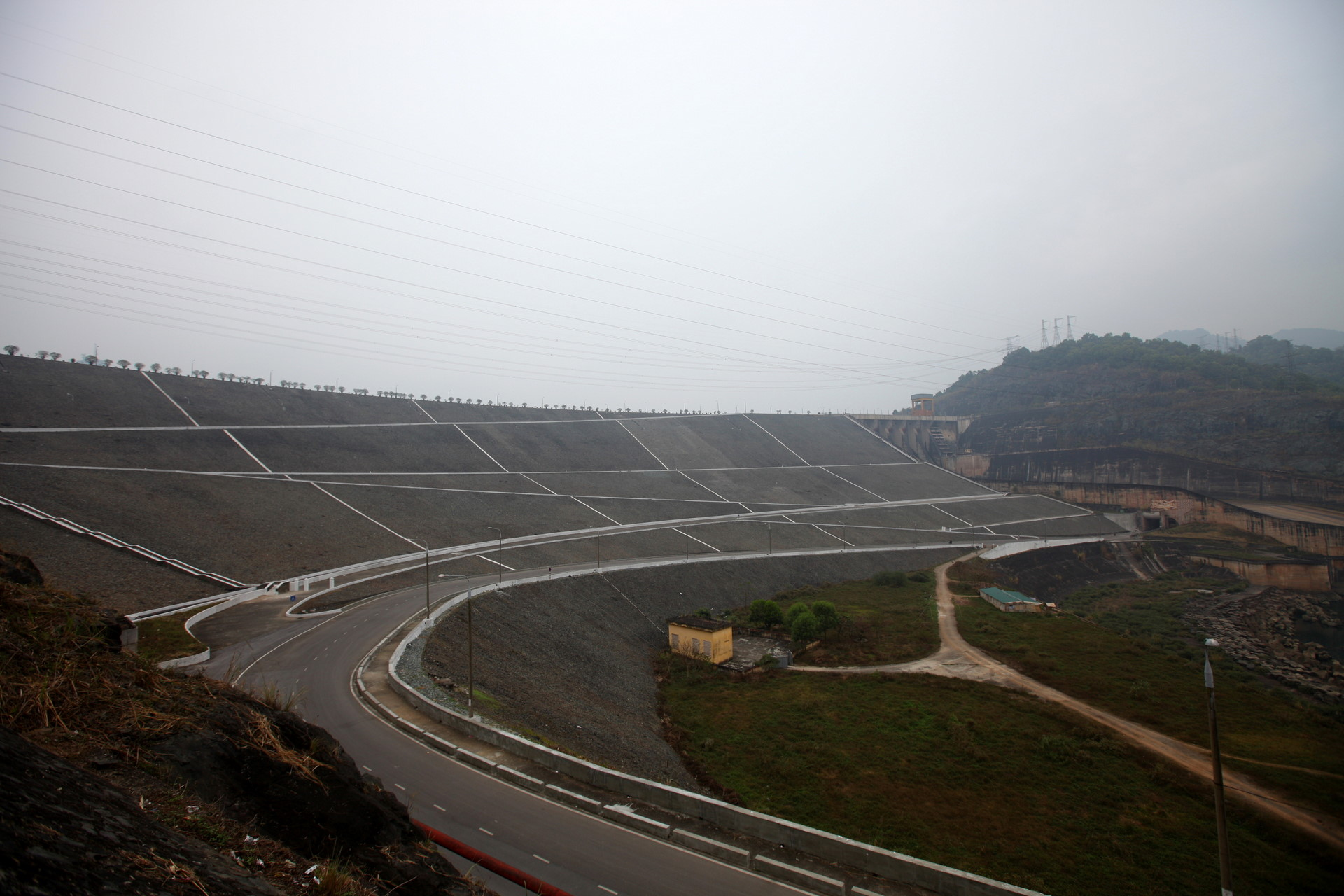
Đường đi trên đập
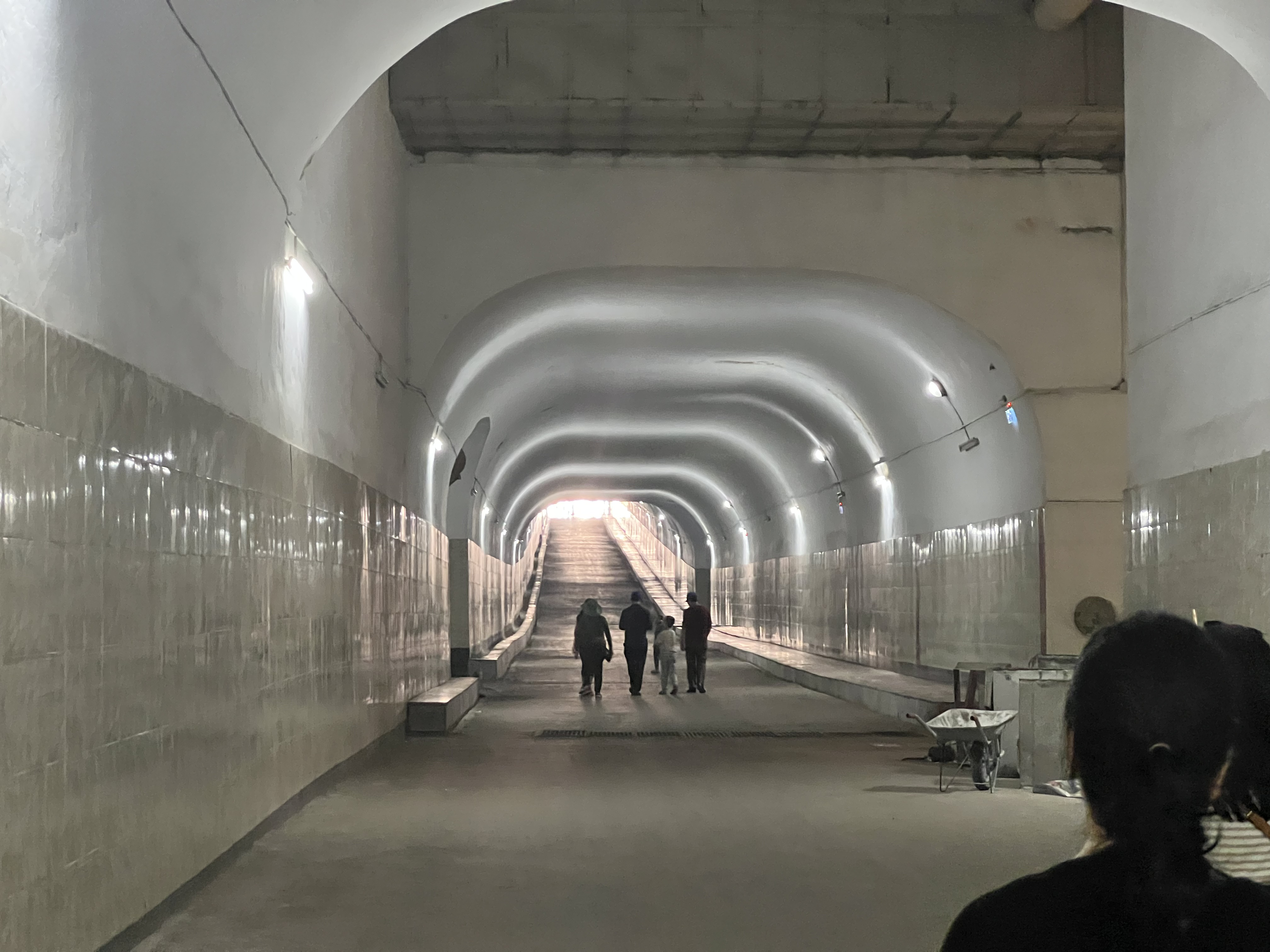
Hầm xuống buồng phát điện
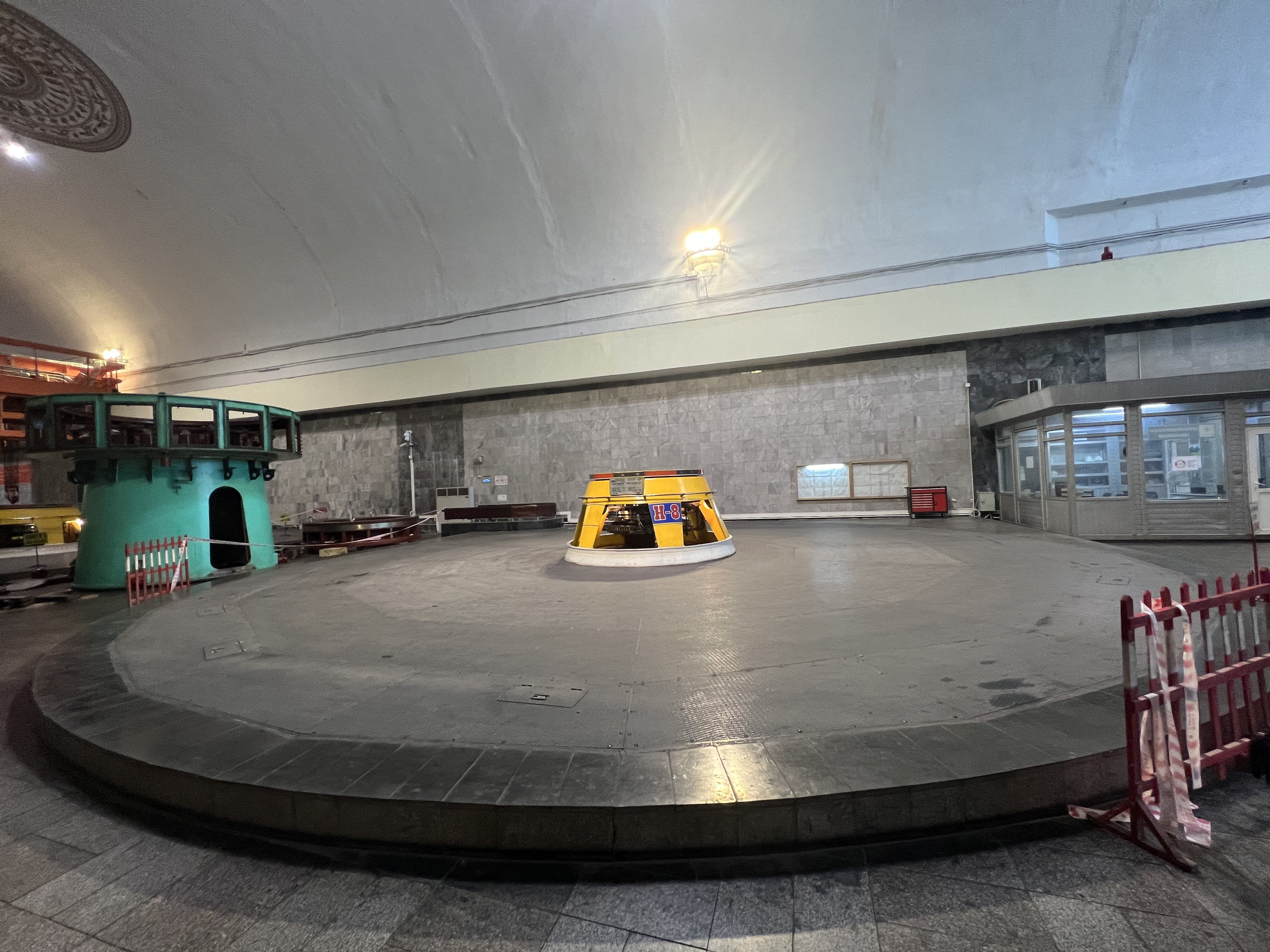
Nền tua-bin
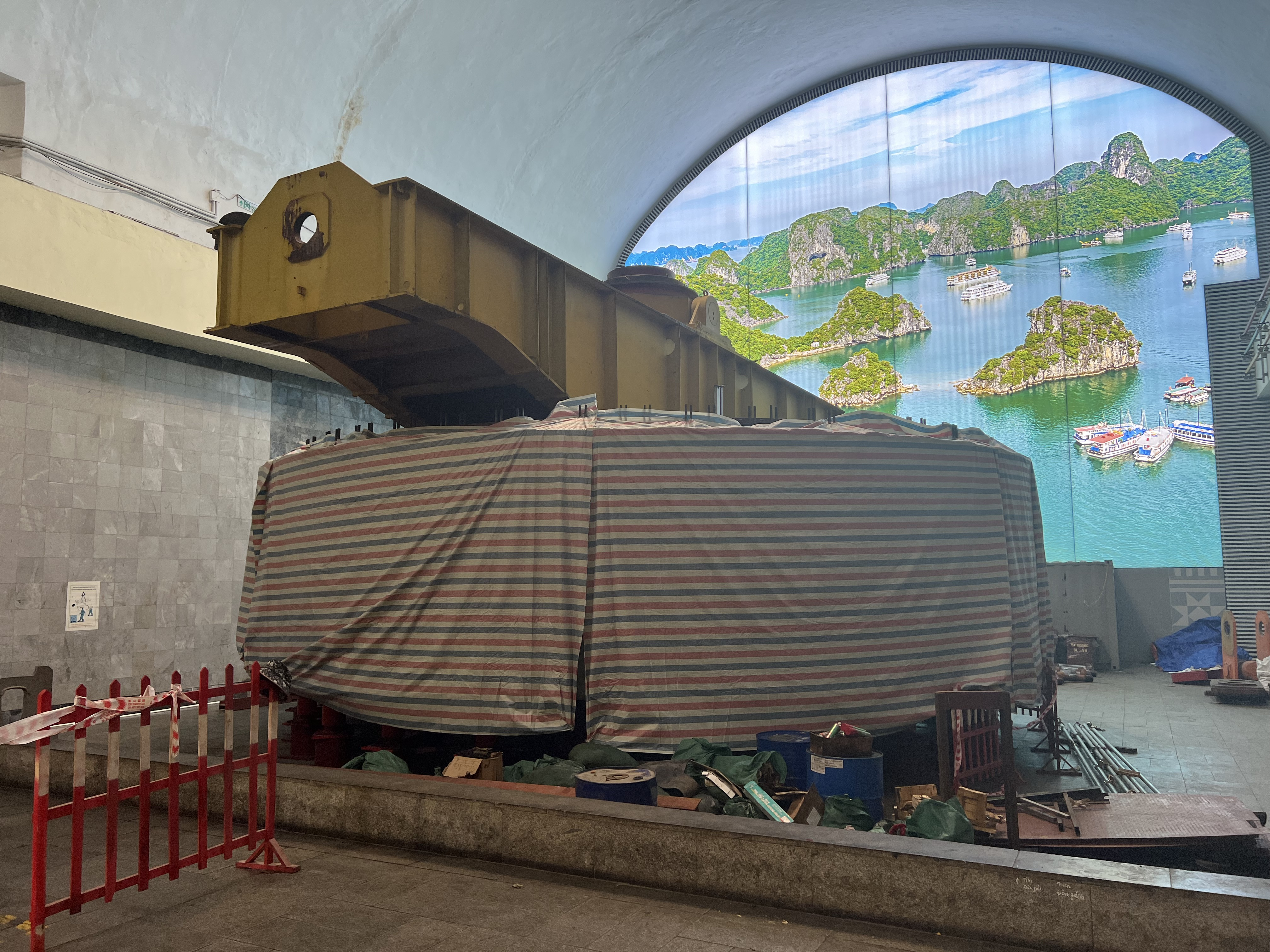
Tua bin đang sửa
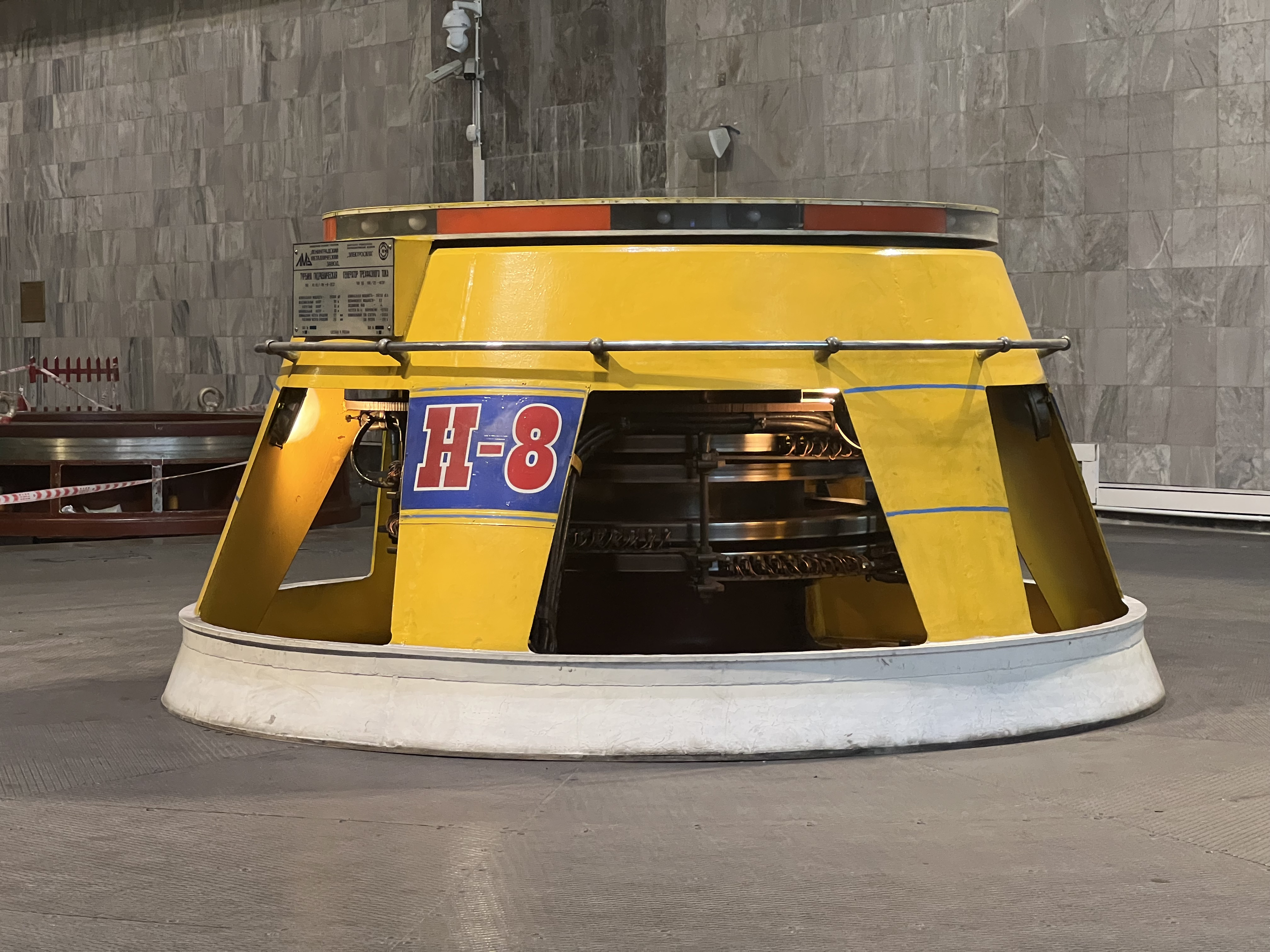
Tua-bin quay
- Video tua bin chạy
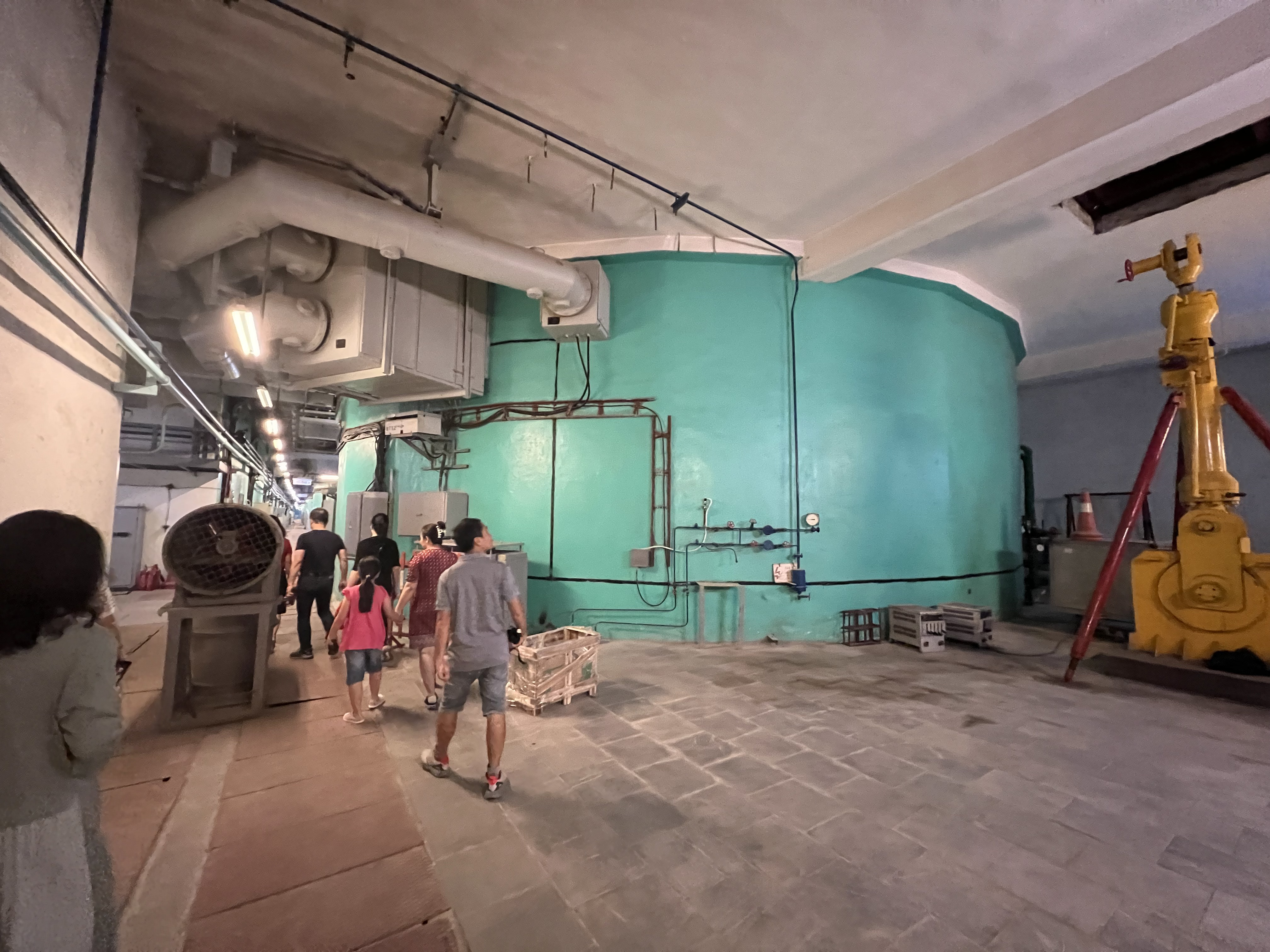
Trong buồng phát điện
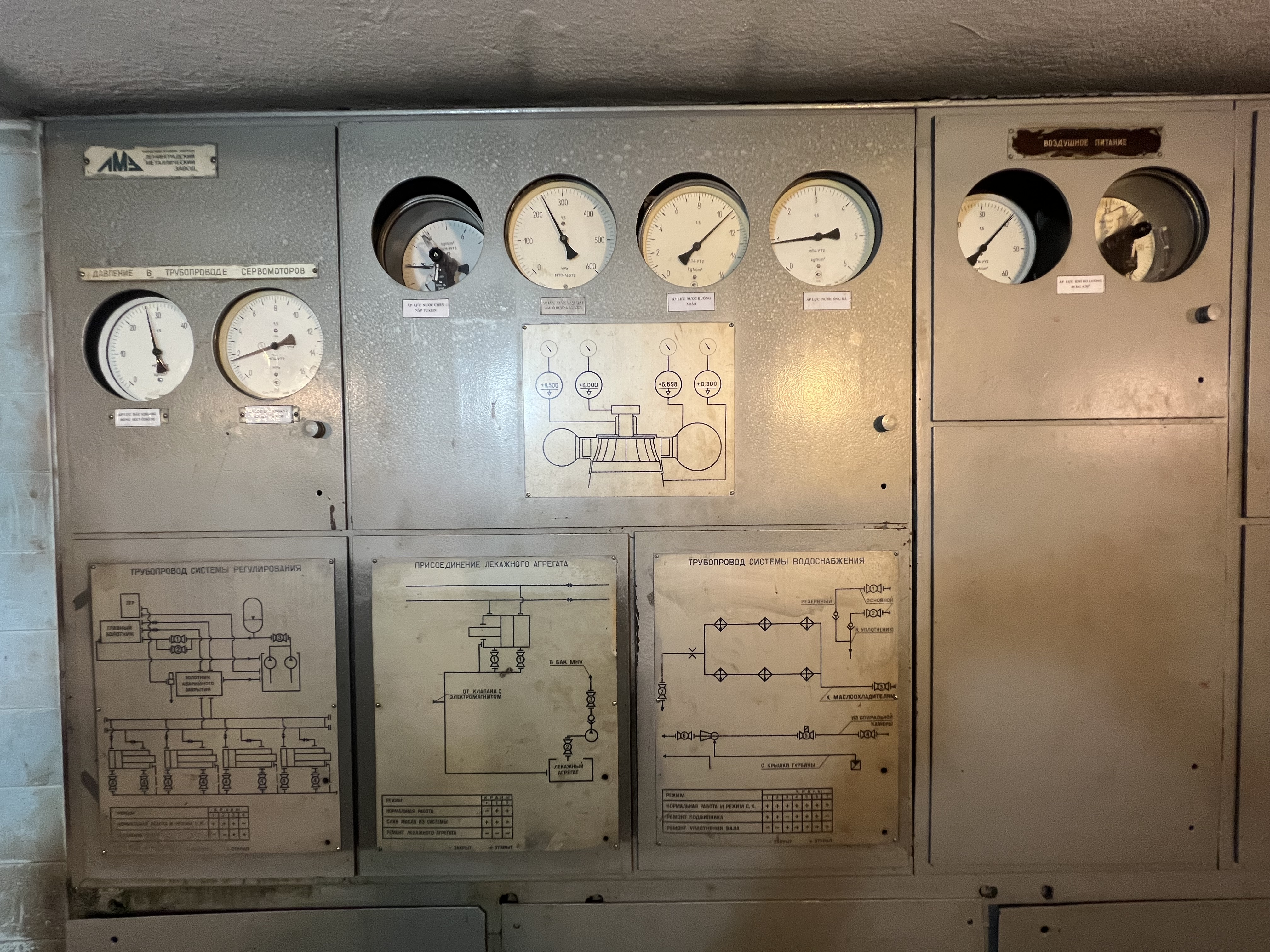
Máy đo Liên Xô
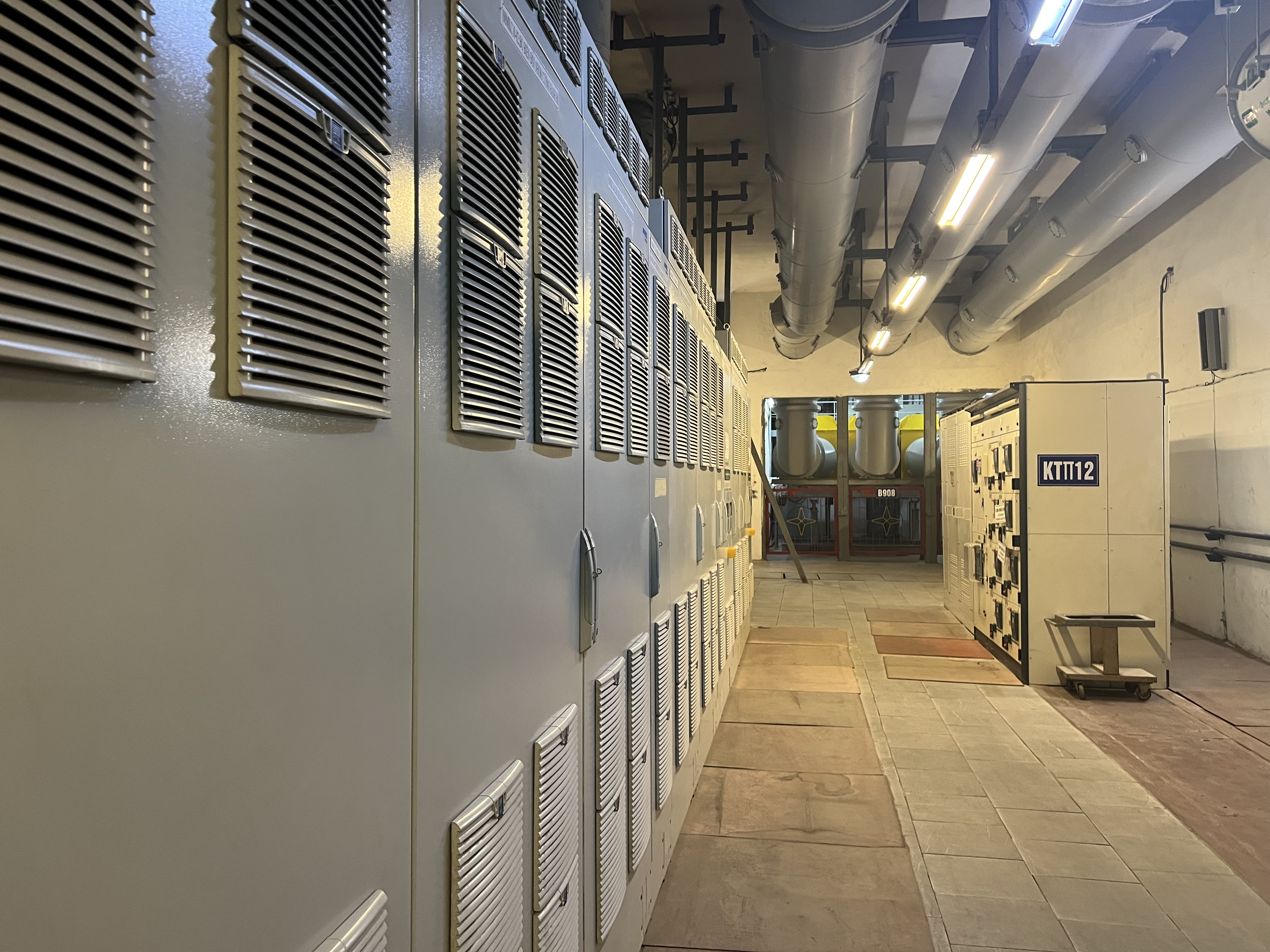
Hầm buồng phát điện